# Notarisation électronique
La notarisation électronique est la certification des différentes étapes de l'évolution d'un document numérique en vue de permettre lors d’un échange entre deux parties de garantir le contenu, l'origine, la date et la destination d'un message électronique et d'archiver de façon sécurisée des documents numériques.
La notarisation électronique permet la vérification et l'archivage des preuves d'échanges et d'archivage électroniques par un tiers de confiance agréé (à la manière d'un notaire). Cette technique améliore la sécurité des échanges et de l'archivage électronique dans la mesure où elle assure aux parties différents mécanismes de suivi et d’archivage des transactions émises et reçues (l’intégrité, l’origine, la date et la destination des données).
Depuis juillet 2003 en France, l’admission d’un écrit sous forme électronique au même titre qu’un écrit classique est conditionnée par deux faits : son auteur doit pouvoir être identifié et l’intégralité de son contenu doit être garanti lors de sa rédaction et pérennisé dans sa conservation. Ces garanties sont l'un des besoins essentiels des entreprises travaillant avec des documents électroniques pouvant avoir une valeur juridique.

## Définitions
Procès-verbal de constat :
Le constat est un acte dressé nécessairement par un huissier de justice et en cette qualité, destiné à fixer les éléments de faits d'une situation conformément à l'article 1er et 1er bis de l'ordonnance n°45-2592. Les mentions intrinsèques du constat propres aux actes d'huissiers de justice (diligences accomplies par l'huissier de justice) font foi jusqu'à inscription de faux. 
Valeur probante :
Qualité d'un document permettant la démonstration de l'existence d'un fait ou d'un acte dans les formes admises par les textes.

## Services de notarisation électronique
On peut distinguer deux types de services de notarisation électronique :
- les services d'envoi et de réception de messages certifiés par voie électronique
- les services d'archivage sécurisé et horodaté de documents numériques

En France, la Chambre Nationale des Huissiers de Justice propose des services d'envois de courriers électroniques certifiés et de conservation de documents électroniques, dotés d'une très forte valeur probante. Un huissier de justice dresse un procès-verbal de constat établissant la date certaine du dépôt et du contenu, constituant ainsi un élément supplémentaire de la valeur probante. Le fait qu'un officier public et ministériel intervienne dans ce service d'envoi de courriers électroniques constitue une garantie juridique complémentaire du dispositif technique mis en place.